# 釘宮磐
釘宮 磐（くぎみや ばん、1947年（昭和22年）10月6日 - ）は、日本の政治家。
大分県大分市長（3期）、衆議院議員（1期）、参議院議員（1期）、総務省顧問（鳩山由紀夫内閣）、九州市長会会長、参議院外務委員長、大分県議会議員（2期）などを歴任した。

## 概要

### 略歴
大分県大分市出身。大分県立大分舞鶴高等学校、明治学院大学社会学部社会福祉学科卒業。大学卒業後は東京都社会福祉協議会に勤務する。
1987年、大分県議会議員選挙に立候補し、初当選。1991年の県議選で再選されたが、翌1992年に県議を辞職。第16回参議院議員通常選挙に自由民主党公認で大分県選挙区から立候補し、初当選した。1993年、自民党を離党して新生党の結党に参加。1994年には新生党の解党に伴い、新進党に合流した。
1996年、党首・小沢一郎の党運営に反発した元首相の羽田孜に従い、新進党を離党して太陽党の結党に参加。太陽党はフロムファイブ、国民の声を糾合し羽田を党首に民政党を結党したが、間もなく民主党に合流。1998年7月の第18回参議院議員通常選挙には民主党公認で大分県選挙区から立候補するが、落選。
2000年、第42回衆議院議員総選挙に大分1区から民主党公認で立候補し、2年ぶりに国政に復帰した。2003年に大分市長選挙に立候補し、初当選（大分市長選立候補により衆議院議員を退職）。2007年の市長選挙でも再選された。2009年には九州市長会会長に就任した他、鳩山由紀夫内閣の総務大臣・原口一博により、総務省顧問に任命された（原口の総務大臣退任に伴い、総務省顧問を辞任）。2011年の市長選挙で3選。
2015年4月12日に投開票が予定されている大分県知事選挙への立候補を表明し、同年3月2日、大分市長を辞職し、立候補するが落選。
2019年4月26日に、高齢を理由に同月末で政界から引退すると発表した。
2019年5月21日発令の春の叙勲で、旭日重光章を受章。